# Djævelens advokat
 For alternative betydninger, se Djævelens advokat (flertydig). (Se også artikler, som begynder med Djævelens advokat)
Djævelens advokat (lat. advocatus diaboli) er en uofficiel betegnelse på den kirkelige embedsmand troens advokat eller troens fremmer (lat. promotor fidei), som er medlem af kongregationen for helligkåringer i den katolske kirke. 
Under kanoniseringsprocesser (helligkåring) mellem 1587 og 1983 var det embedsmandens opgave at fremlægge argumenter og eventuel dokumentation som sagde at personerne det var tale om, ikke burde blive helgener. Man kan sige at han talte djævelens sag idet han modarbejdede udkåringen af hellige personer.
I overført betydning er djævelens advokat en som kommer med kritiske indvendinger, negative synspunkter og pessimistiske spådomme, særlig når de øvrige debattanter er enige og optimistiske. Vedkommende kan være i udgangspunktet negativt indstillet, eller kan have fået tildelt en sådan rolle i gruppen, eller indtager denne position på eget initiativ for at belyse en sag bedre.